# Identidad de los cuatro cuadrados de Euler
La Identidad de Euler es una igualdad algebraica entre polinomios, para todos los valores de las ocho variables que recorren su campo de definición polinomial. Construida por Leonhard Euler:

{\displaystyle {\begin{matrix}(a^{2}+b^{2}+c^{2}+d^{2})(w^{2}+x^{2}+y^{2}+z^{2})=\\(-aw+bx+cy+dz)^{2}+(ax+bw+cz-dy)^{2}+\\(ay-bz+cw+dx)^{2}+(az+by-cx+dw)^{2}\end{matrix}}}

Euler comunicó este resultado a Goldbach en una carta fechada el 12 de abril de 1749. La identidad no sólo es válida para números reales, sino para cualquier anillo conmutativo (como en los números enteros, racionales, reales o complejos).
En particular, de la identidad se puede concluir que cualquier número entero positivo se puede escribir como suma de a lo más cuatro cuadrados si y sólo si cada primo puede ser escrito de esa forma. Este último resultado se atribuye a Lagrange.